# Super Concert
SBS Super Concert（英語：SBS Super Concert），是韓國SBS (韓國)電視頻道在世界各地舉辦的大型特別活動。

## 歷屆概況
| 日期         | 演唱會名稱                     | 城市 | 國家/地區 | 場地           | 主持人                  | 備註 |
| 2018年7月7日 | SBS Super Concert in Taipei    | 台北 | 臺灣      | 南港展覽館     | Irene (Red Velvet) 玟奎 | 首屆 |
| 2019年7月6日 | SBS Super Concert in Hong Kong | 香港 | 香港      | 亞洲國際博覽館 |                         |      |

## SBS Super Concert in Taipei
活動日期：2018年7月7日
活動地點： 臺灣
活動嘉賓：
- 防彈少年團
- iKON
- MAMAMOO
- Red Velvet
- SEVENTEEN
- VIXX

## SBS Super Concert in Hong Kong
活動日期：2019年7月6日
活動地點： 香港
活動嘉賓：
- 太妍
- EXO
- WINNER
- MAMAMOO
- SEVENTEEN
- AB6IX